# ردائيات الأجنحة
ردائيات الأجنحة (الاسم العلمي:Amphiesmenoptera) هي أصنوفة من الحشرات تتبع فوق رتبة الشوالونات من حديثات الأجنحة. وضعها العالم ويلي هنيغ في مراجعة له عن علم تصنيف الحشرات حيث صنفها إلى رتبتين شقيقتين هما: قشريات الجناح (الفراشات والعثة) ومشعرات الجناح (ذبابات القمص). وتشترك قشريات الجناح ومشعرات الجناح في عدد من الخصائص المميزة المشتقة (السمات الشكلية المتماثلة) التي تظهر الأصل المشترك الذي تنحدر منه تلك الأنواع:
- تتميز الإناث، على عكس الذكور، بأنها متغايرة الأعراس (مما يعني اختلاف الصبغيات الجنسية بينهما).
- توجد شعيرات كثيفة على الأجنحة (تتحور لتصبح قشورًا في رتبة قشريات الجناح).
- يوجد تعرقات مميزة على الأجنحة الأمامية (الأوردة الشرجية ثنائية الحلقة).
- تتميز اليرقات بوجود هياكل فموية وغدد تمكنها من صناعة الحرير ومعالجته.[2]

وبالتالي، يتم ضم الرتبتين الشقيقتين في رتبة ردائيات الأجنحة. وتطورت هذه المجموعة على الأرجح في العصر الجوارسي, غير أنها تختلف عن النيكروتاليدات المنقرضة. وتختلف قشريات الجناح عن مشعرات الجناح في عدة سمات، من بينها تعرق الأجنحة وشكل القشور الموجودة على الأجنحة وعدم وجود قرون شرجية وعدم وجود عيون بسيطة, فضلًا عن التغييرات الموجودة في منطقة الساق.
ويُعتقد أن ردائيات الأجنحة هي المجموعة الشقيقة لأصنوفة حاملات الماصة, وهي أصنوفة مقترحة تتكون من ذوات الجناحين (الذباب) والبرغوثيات (البراغيث) وطويلات الأجنحة. وتشكّل ردائيات الأجنحة وحاملات الماصة معًا فوق رتبة الشوالونات أو نظائر طويلات الأجنحة.